# Білоруський народний банк
ВАТ «Білоруський народний банк» (біл. Беларускі народны банк) — білоруський комерційний банк. Материнським банком є грузинський банк Bank of Georgia. Штаб-квартира банку у місті Мінськ.

## Історія
- 1991 — У вересні відбулося засідання оргкомітету по створенню банку. У листопаді підписано установчий договір про створення і діяльність відкритого акціонерного товариства АКБ «Білоруський народний банк». Засновниками банку виступили: Союз підприємців республіки Білорусь, Союз архітекторів республіки Білорусь, МНТЦ «Мінськ-техніка», ПКФ «Базис». У грудні відбулися установчі збори акціонерів, на яких було прийнято рішення про створення АКБ «Білоруський народний банк». Головою Ради банку обрано Ковалевського Євгена Михайловича. Головою Правління банку затверджено Таратухіна Андрія Семеновича.
- 1992 — у квітні Національним банком Республіки Білорусь видана ліцензія № 27 на здійснення банківських операцій. У червні затверджена структура банку, логотип та емблема банку. У серпні розпочата робота з населенням з прийому грошових коштів на депозитні сертифікати.
- 1993 — у червні національним банком видана внутрішня ліцензія № 21 на здійснення операцій в іноземній валюті.
- 1994 — у квітні АКБ «Білоруський народний банк» за підсумками роботи за 1993 рік нагороджений Почесним знаком Американського незалежного фонду інтелектуального і економічного прогресу (IFIEP) «Визнання видатних досягнень у фінансовому прогресі».
- 1995 — у квітні розпочата робота з прийому від населення коштів у валюті. У серпні випущено перший номер інформаційного бюлетеня «Білоруський народний банк».
- 1996 — у вересні державним комітетом Республіки Білорусь з друку зареєстровано інформаційний бюлетень «Білоруський народний банк», свідоцтво № 779.

У листопаді отримано підтвердження про вступ до міжнародного співтовариства SWIFT. У грудні АКБ «Білоруський народний банк» нагороджений Почесною Грамотою Національного банку Республіки Білорусь як активний учасник ринку державних цінних паперів.
- 1998 — у грудні державним комітетом з цінних паперів видана ліцензія на право діяльності депозитарію.
- 1999 — у вересні національним банком зареєстровані зміни, внесені в установчі документи АКБ «Білоруський народний банк». У зв'язку з перейменуванням (ВАТ «Білоруський народний банк») видані нові ліцензії (загальна — на здійснення банківських операцій, генеральна — на здійснення валютних операцій, ліцензія на залучення коштів фізичних осіб.
- 2001 — у квітні у зв'язку з приведенням у відповідність з Банківським кодексом установчих документів і в зв'язку зі зміною найменування ліцензії Національним банком видана ліцензія № 27 на здійснення банківських та Генеральна ліцензія № 27 на здійснення операцій в іноземній валюті. В ході проведеної підписки на акції банку 11 випуску, яка тривала з 21 грудня по 28 грудня 2001 року, інвесторами, які спрямували кошти в Статутний фонд банку в сумі 2361,6 тис. доларів США, виступили такі суб'єкти господарювання: ІЧУКП «ГЕС», ТОВ «Фестіна» GbMH, ІЧУКП «Белфестіна», ТОВ «Фестіна» GbMH, СП ТОВ «ВестІнтерТранс», СП ТОВ «Автопромснаб-спедішн», СП «Дженті-спедішн». З урахуванням додаткових інвестицій в Статутний фонд власний капітал банку за станом на 1.02.2002 р. досяг 5691,6 тис. євро.
- 2002 — Було відкрито офіційний сайт банку www.bnb.by [Архівовано 2 березня 2009 у Wayback Machine.](рос.).
- 2003 — у травні за результатами підписки на акції банку 12-го і 13-го випуску в II і III кварталах 2003 р. Національним банком Республіки Білорусь були зареєстровані зміни до статутного фонду за рахунок додаткових інвестицій чинними і новими акціонерами в сумах 299,3 тис. доларів США та 244,0 тис. доларів США відповідно. Новими інвесторами, які спрямували кошти у статутний фонд банку в ході 12 та 13 передплати виступили такі суб'єкти господарювання: СП «Райзінг», УП «Дженті». З урахуванням додаткових інвестицій статутний фонд банку станом на 1 листопада 2003 р. склав 5435,1 млн руб. У грудні відкритим акціонерним товариством «Білоруський народний банк», одним з перших, отримана ліцензія на професійну і біржову діяльність з цінних паперів у рамках Декрету Президента Республіки Білорусь від 14 липня 2003 р. № 17 «Про ліцензування окремих видів діяльності», що дозволило банку працювати на вторинному ринку не тільки зі своїми цінними паперами, але і з цінними паперами інших емітентів, а також надавати брокерські послуги на ринку цінних паперів.
- 2008 — у травні основним акціонером Банку стає АТ «Банк Грузії», який купує 70 % акцій.
- Листопад 2022 року — банк потрапив під санкції Канади[6].

## Статистика

### Активи банку
- на 1 січня 2002 року — 10 044 тис. $
- на 1 січня 2003 року — 10 674 тис. $ (+6,3 %)
- на 1 січня 2004 року — 9 855 тис. $ (-7,7 %)
- на 1 січня 2005 року — 13 743 тис. $ (+39,5 %)
- на 1 січня 2006 року — 31 009 тис. $ (+125,6 %)
- на 1 січня 2007 року — 32 986 тис. $ (+6,4 %)
- на 1 січня 2008 року — 48 477 тис. $ (+47,0 %)
- на 1 січня 2009 року — 48 447 тис. $ (-0,1 %)

### Власний капітал банку
- на 1 січня 2002 року — 2 662 тис. $
- на 1 січня 2003 року — 5 149 тис. $ (+93,4 %)
- на 1 січня 2004 року — 6 096 тис. $ (+18,4 %)
- на 1 січня 2005 року — 6 959 тис. $ (+14,2 %)
- на 1 січня 2006 року — 13 449 тис. $ (+93,3 %)
- на 1 січня 2007 року — 15 454 тис. $ (+14,9 %)
- на 1 січня 2008 року — 24 220 тис. $ (+56,7 %)
- на 1 січня 2009 року — 26 935 тис. $ (+11,2 %)

### Чистий прибуток
- на 1 січня 2002 року — 231 тис. $
- на 1 січня 2003 року — 182 тис. $
- на 1 січня 2004 року — 396 тис. $
- на 1 січня 2005 року — 601 тис. $
- на 1 січня 2006 року — 223 тис. $
- на 1 січня 2007 року — 1 465 тис. $
- на 1 січня 2008 року — 2 250 тис. $
- на 1 січня 2009 року — 1 192 тис. $